# Els Canyelles de Sardenya (llinatge)

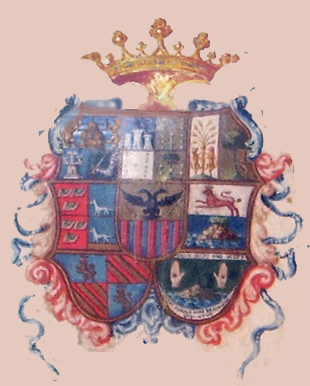
Escut de noblesa de la família Canyelles de Sardenya.

Els Canelles o, en la llengua catalana original, els Canyelles de Sardenya, també anomenats Canellas, es troben entre les famílies d'origen català que han viscut de manera continuada a l'illa de Sardenya durant més temps, concretament des del 1326 fins a l'actualitat. Aquesta família noble d'origen català es va establir a la vila de Càller al segle xiv, amb els exèrcits del rei català Alfons el Benigne. Al llarg de la història, els Canyelles de Sardenya ha aportat diverses personalitats que han donat prestigi a Sardenya, com ara en Pietro Canyelles (Pere Canyelles), ambaixador de Càller a la cort catalana, o en Nicolò Canelles (Nicolau Canyelles), bisbe de Bosa, que va fundar la primera impremta de l'illa a Càller, el 1566.
La branca de la família de Càller descendeix per la línia femenina directa del jutge Marià III d'Arborea i el rei Jaume d'Aragó de Sardenya (1347), fill bastard de Jaume I de Sicília, per via de la família Sanjust (Comtes de San Lorenzo) i de la família noble catalana dels Satrilla. Avui els últims descendents de la família continuen residint a Càller i a Trieste. Malgrat que la família es va ramificar, a finals del segle xx, encara avui existeixen diversos descendents de la línia femenina.

## Els Canyelles a Catalunya
Alguns estudiosos de la genealogia del segle XVII fan provenir aquesta nissaga directament dels comtes de Tolosa. D'altres, en canvi, els fan una nissaga catalana, de la zona de Barcelona o del Penedès.
Els estudis actuals no poden provar l'origen amb certesa. Tanmateix, es documenta la presència entre els segles XII i XIV de diversos cavallers Canyelles al servei dels reis de Catalunya, dedicats tant a empreses militars com a administrar diversos territoris en nom del sobirà.
Probablement, part de la família catalana dels Canyelles, del segle XIII, originaris de Canyelles, prop de Sant Andreu de Palomar, a Barcelona, es van establir posteriorment al Penedès, a Girona i a Mallorca, a partir de l'any 1229, amb els exèrcits de Jaume I el Conqueridor.
Altres branques de la família es van traslladar a l'illa de Sardenya, al segle següent, a mesura que es desenvolupa el tràfic comercial a la Mediterrània. Els de Canyelles van desenvolupar una important xarxa empresarial i van estar entre els principals exportadors de blat de Sardenya a la península Ibèrica, al segle XIV.

## Els Canyelles de Sardenya
La branca catalana dels Canyelles , que es va instal·lar a Càller des de l'any 1326, paral·lelament a l'activitat empresarial, es va anar implicar en l'esfera pública, ocupant càrrecs polítics i governamentals. Així, el rei català Pere el Cerimoniós, nomenà en Pere de Canyelles (Pietro de Canyelles o Canelles) com assajador de la Casa de la Moneda de la vila d'Esglèsies, i en Guglielmo I Canyelles (Guillem I Canyelles) és recordat com a prohom de Càller, amb l'escut d'armes (en plata amb tres vares), que troba semblança amb l'escut d'armes d'en Giacomo Canellas de Mallorca, del 1387. Guillaume, era també senyor de Mogor el 1361, Guillaume II, governador de Càller el 1397.
L'any 1471, Pietro Canyelles va obtenir del rei el noble reconeixement de generositat. L'any 1530, Giovanni Canyelles va rebre directament de l'emperador Carles I de Catalunya el privilegi de posar la corona reial i l'àguila bicèfala amb espasa i ceptre sobre l'emblema de la família (privilegi concedit només a una altra casa de Sardenya, la dels també catalans Cervelló).
L'any 1566, Nicolò Canelles, bisbe de Bosa, va introduir la impremta a Sardenya fundant la primera impremta permanent de l'illa; és en aquest període que el cognom s'adultera i es transcriu de diferents maneres: Canyelles (en català), Cañellas (en castellà), Cannellis (en llatí) i Canelles (en sard).
El 1713, Giovanni Maria Canelles va esdevenir alcalde de Càller amb motiu del traspàs del Regne de Sardenya als Habsburg.

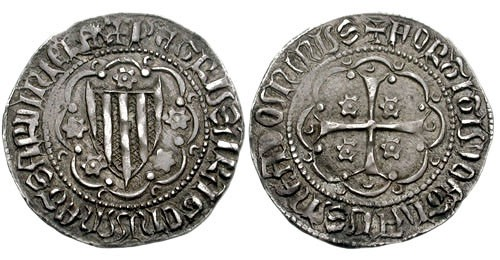
Moneda alfonsina encunyada a la seca d'Esglèsies, Sardenya, del període de Pere el Cerimoniós.

## Els Canelles de Sardenya avui
El 2007 va morir Cosimo Canelles, l'últim descendent masculí de la família catalana en la seva branca de Càller. Avui la família està representada pels dos nets de Gaetano Canelles, és a dir, Maria Luisa, filla de Cosimo, i Marcella, filla d'Efisio. Tanmateix, hi ha noves branques familiars a través de la via femenina, mitjançant l'addició del cognom.